# Colegio y Liceo Inmaculado Corazón de María
El Colegio y Liceo Inmaculado Corazón de María (Adoratrices) es un colegio católico privado uruguayo. Basado en valores cristianos, cuenta con educación maternal, inicial, primaria y secundaria. Está ubicado en la calle Mercedes 1383, Barrio Cordón en el centro de Montevideo a 200 metros de la Intendencia Municipal de Montevideo.

## Historia
La llegada de las primeras Hermanas Adoratrices.
El espíritu misionero del padre José María Bustamante (sacerdote jesuita) lo lleva a estudiar la posibilidad, junto con Monseñor Luquese, de fundar una casa en Montevideo. Llegan el 15 de septiembre de 1889: Isabel Maciel, Teresa Castellano y Luisa Capdevilla. Una de estas hermanas, Isabel, pertenecía a la familia de Francisco Antonio Maciel, fundador del Hospital de Caridad del mismo nombre.
Los comienzos fueron azarosos dadas las sucesivas mudanzas de las Hermanas Adoratrices. 
Una de sus primeras casas fue en la quinta de la Avenida 8 de Octubre, de la familia Albanell, donde se inauguró el colegio el 11 de octubre de 1889; de ahí, aumentando el número de religiosas, se trasladan a la calle Paysandú 54 que era propiedad de la familia O'Neill; de allí pasaron a la calle Ituzaingó. Una nueva mudanza esta vez a la calle 25 de Mayo 413 en 1894 donde además de enseñar pudieron tener una capilla semi pública. Llega así el momento de la presencia de la figura de Petrona Cibils de Jackson (esposa de Juan D. Jackson) que tomó a la Congregación de las Hermanas Adoratrices como cosa muy apreciada y donando el terreno edificó la planta de la Iglesia Capilla Santuario Eucarístico Nacional de las Hermanas Adoratrices del Santísimo Sacramento ubicada en la calle Mercedes 1371 y el colegio de la calle Mercedes 1383. El 17 de junio de 1897 se realizó la inauguración del templo y del colegio.
Monseñor Mariano Soler, recién nombrado Primer Arzobispo de Montevideo convierte al templo en Santuario Eucarístico Nacional el 25 de marzo de 1898.
El colegio creció, y en 1935 crea para mujeres el nivel de educación secundaria. En el marco de los cambios de la educación uruguaya, el colegio se hace mixto: educación primaria en 1967 y en 1972 en educación secundaria. En 2007 se implementa y habilita el Bachillerato Humanístico y también se incorpora la educación inicial y el nivel maternal en 2008.

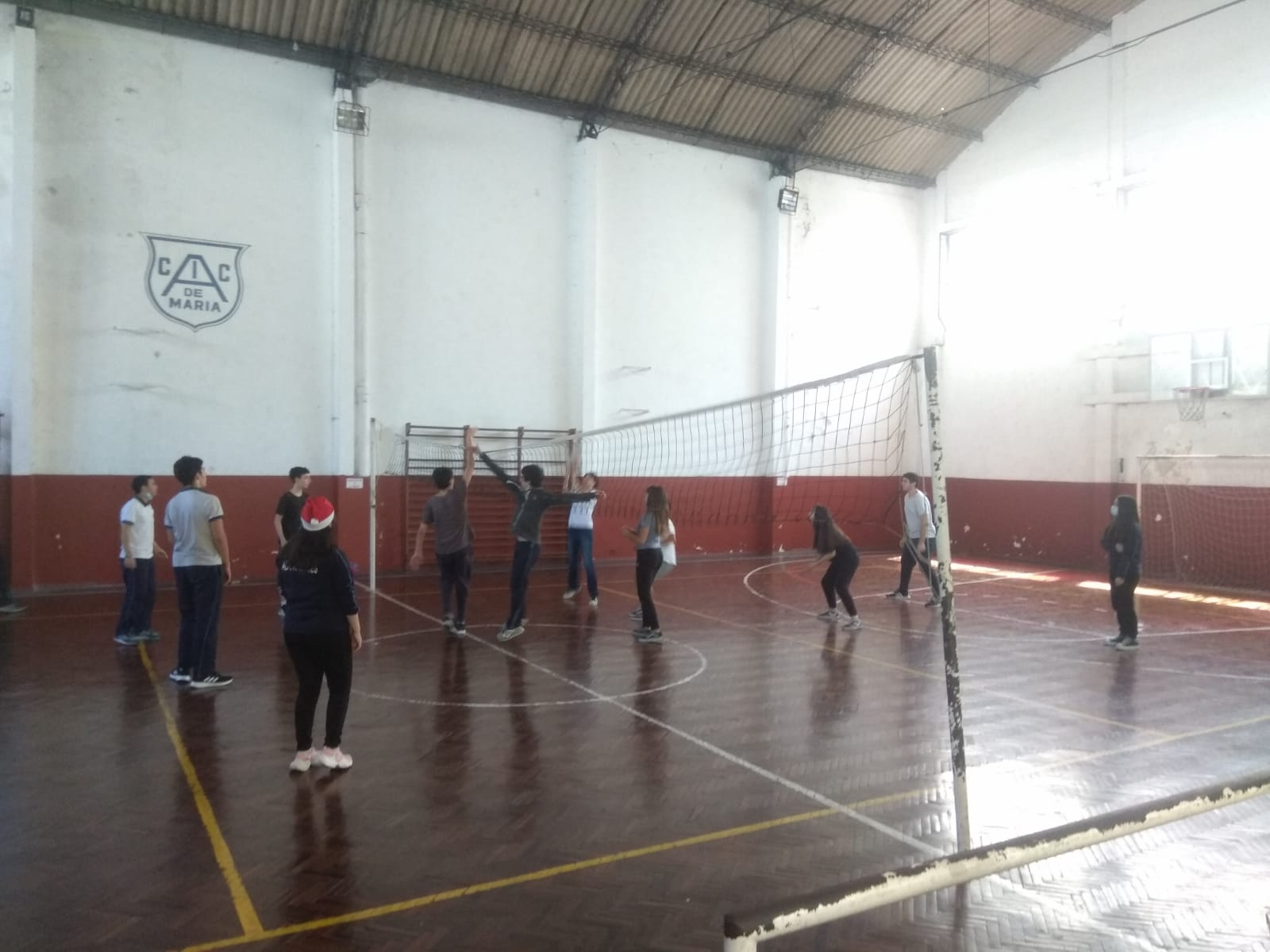
Gimnasio del Colegio Adoratrices en 2021.

## Características
Su lema: "Lo que da valor a las obras es el amor con que se hacen" pertenece al padre José María Bustamante S.J. fundador de la Congregación de Hermanas Adoratrices del Santísimo Sacramento del Corazón Inmaculado de María.
El colegio cuenta con enseñanza de dos idiomas portugués e inglés. Tiene dos grandes patios internos y también tiene un gimnasio interno techado y con gradas. Los colores institucionales de su uniforme son blanco y azul.
La directora de educación primaria e inicial es la maestra Mónica Farías y la dirección general y de educación secundaria es la profesora licenciada Serrana Vilaró.

## Galería

Colegio Adoratrices en 1907.
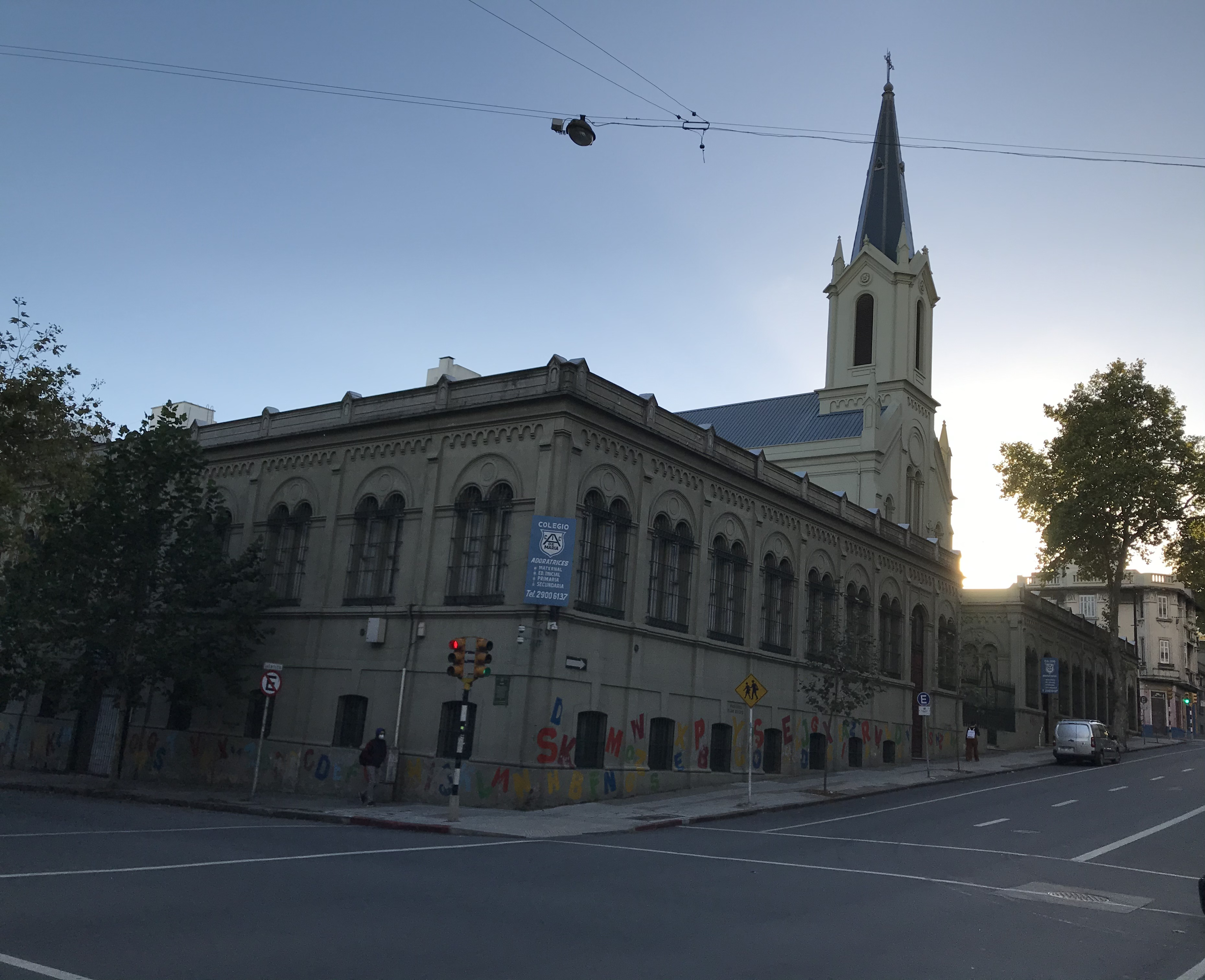
Colegio Adorarices en 2021.
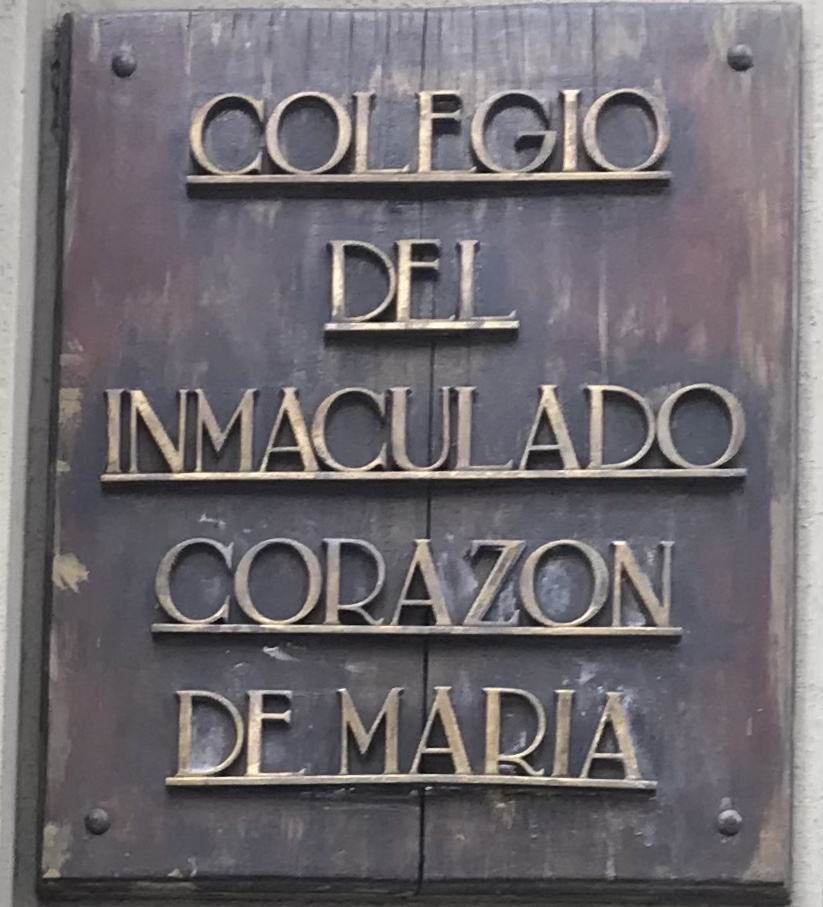
Placa Colegio Adoratrices.
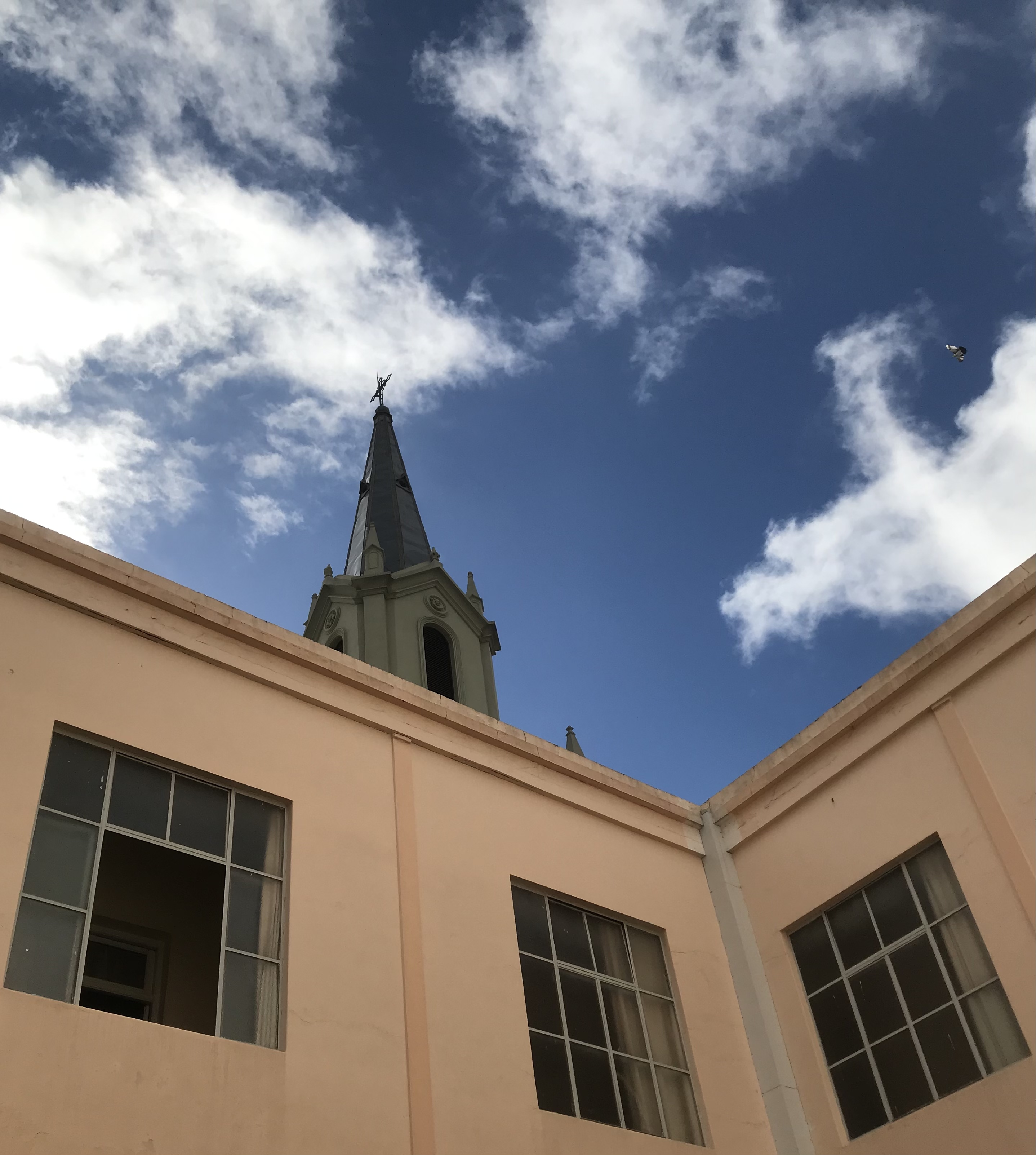
Campanario desde patio interno Colegio Adoratrices en 2021.
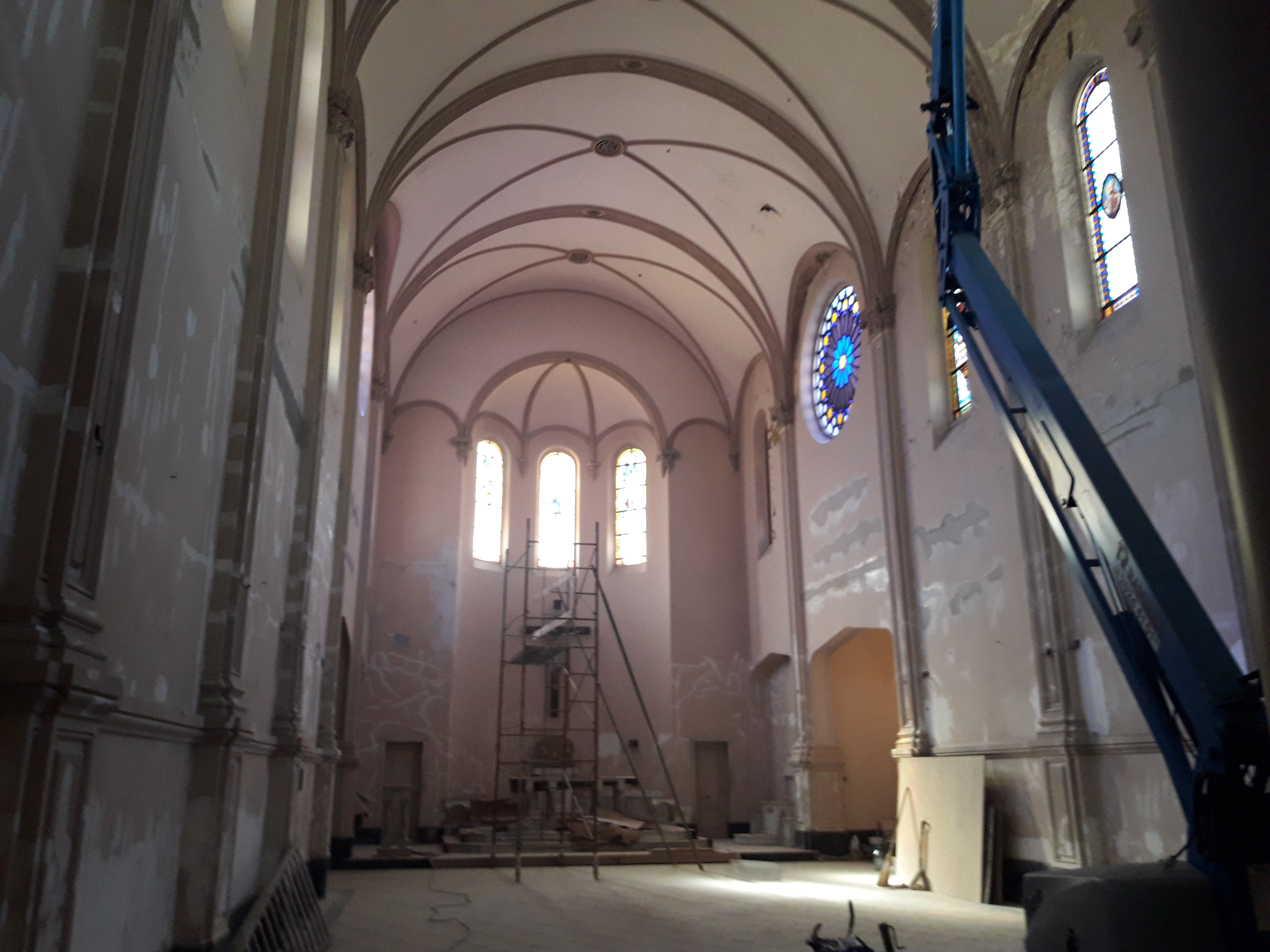
Refacciones internas de la Iglesia Santuario Eucarístico Nacional de las Hermanas Adoratrices del Santísimo Sacramento en 2018.
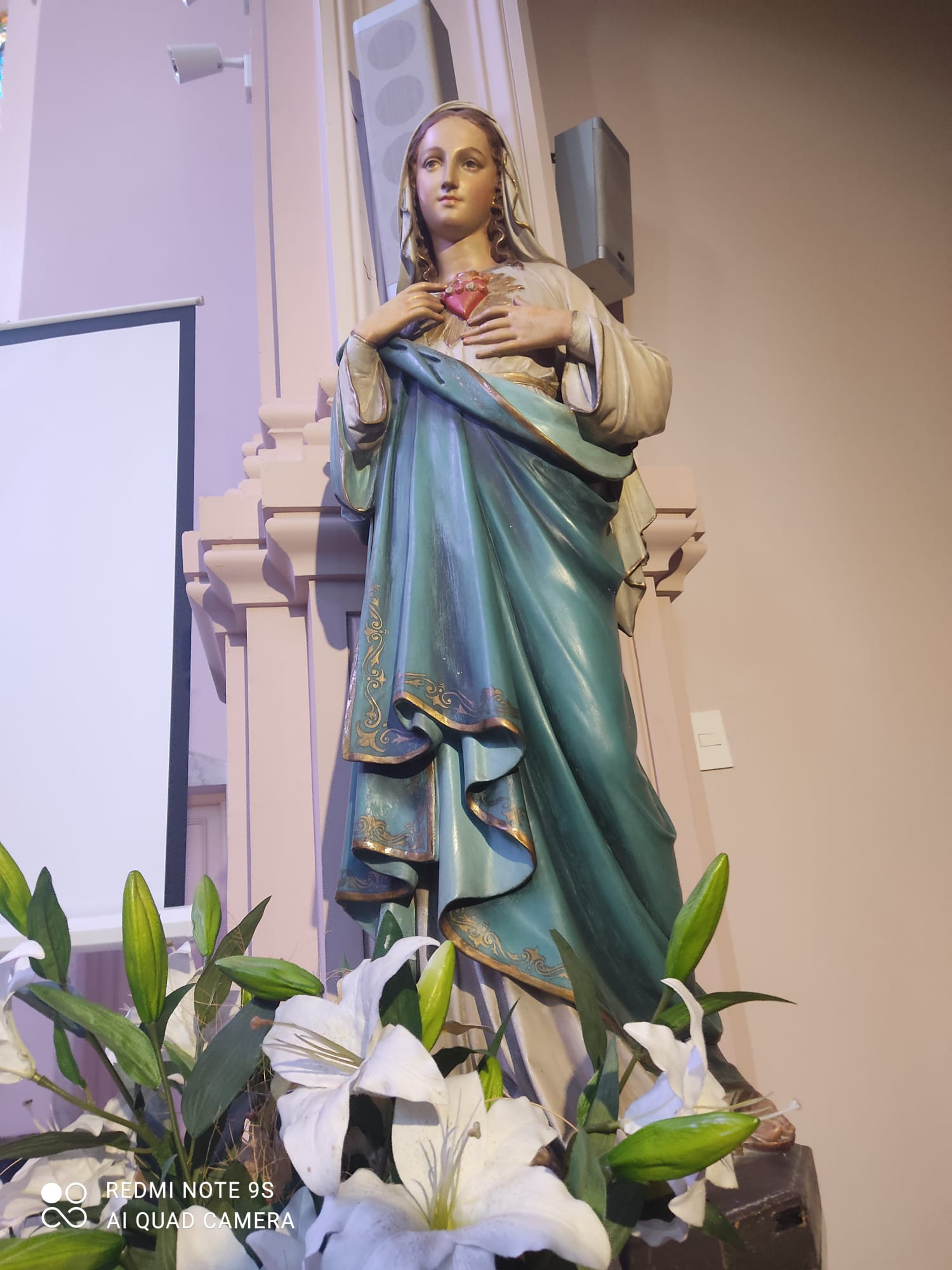
Virgen María de la Iglesia Santuario Eucarístico Nacional de las Hermanas Adoratrices del Santísimo Sacramento en 2021.
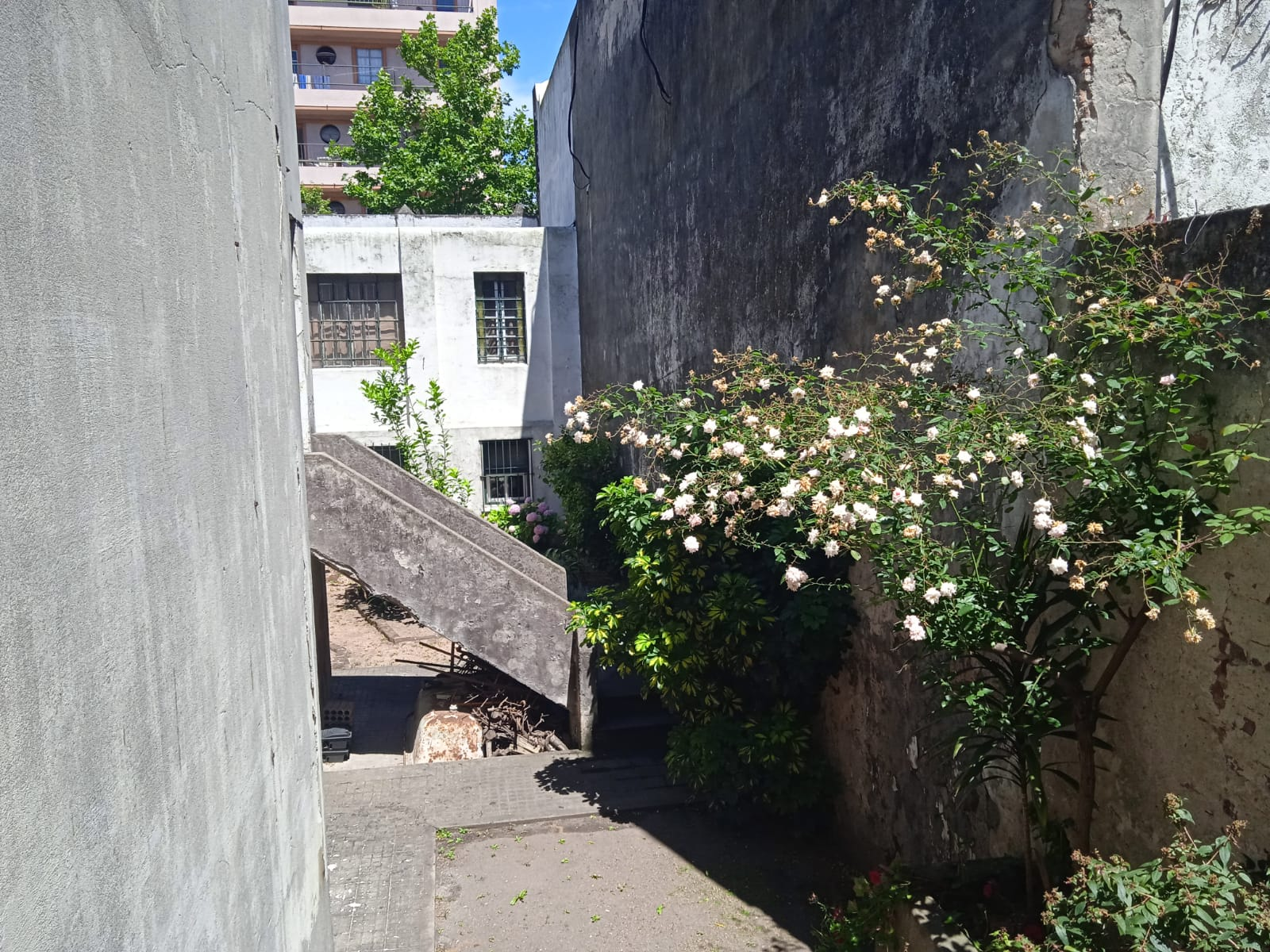
Patio interno del Colegio Adoratrices en 2021.
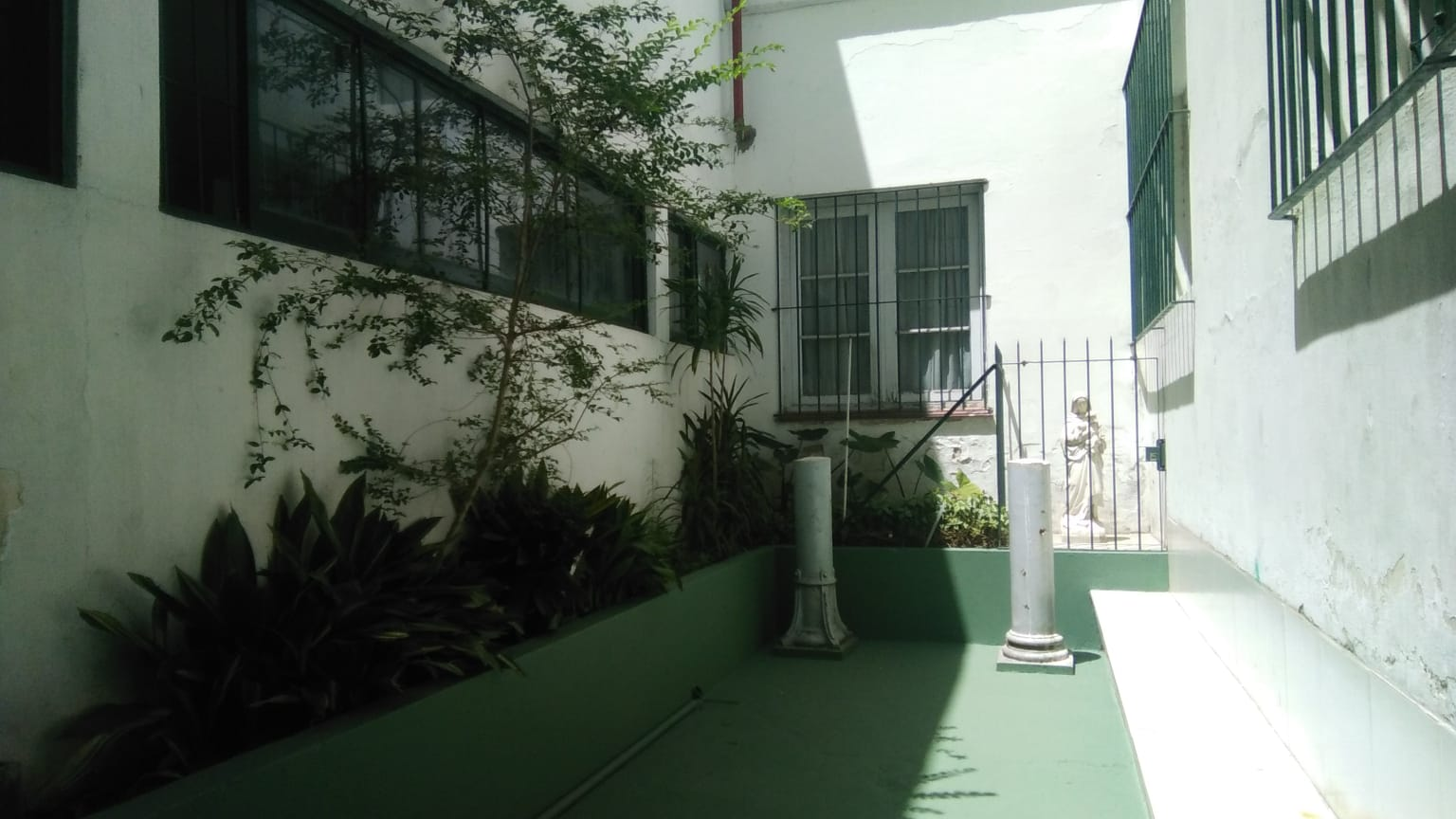
Patio interno dos del Colegio Adoratrices en 2021.
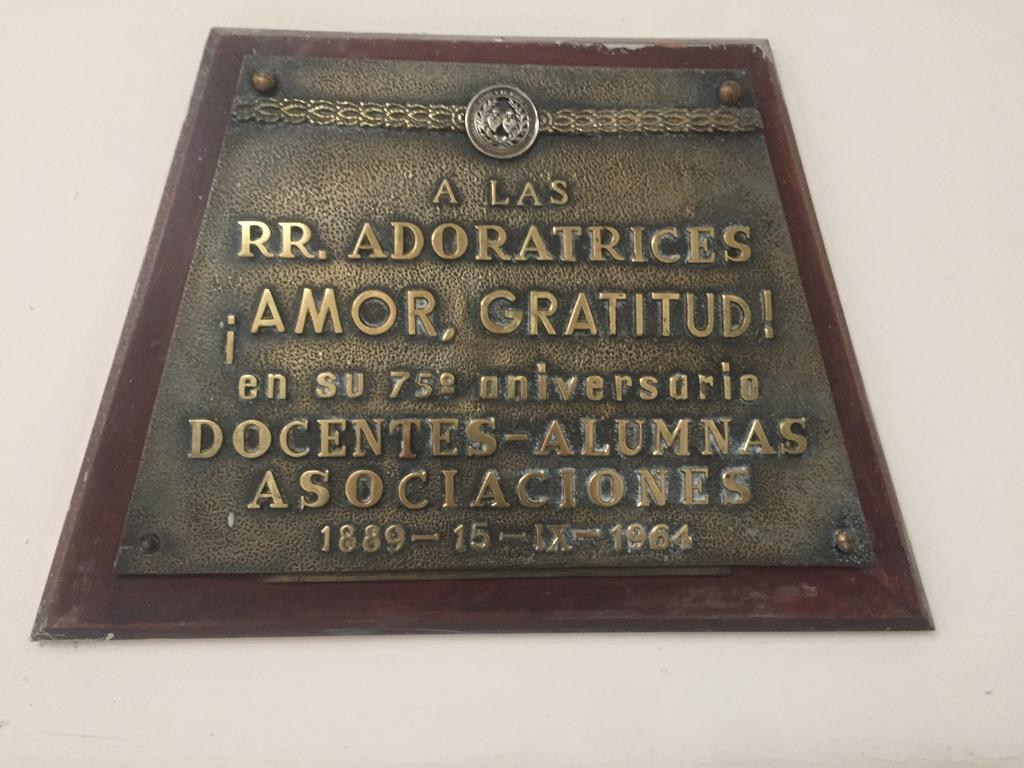
Placa aniversario del Colegio Adoratrices en 2021.
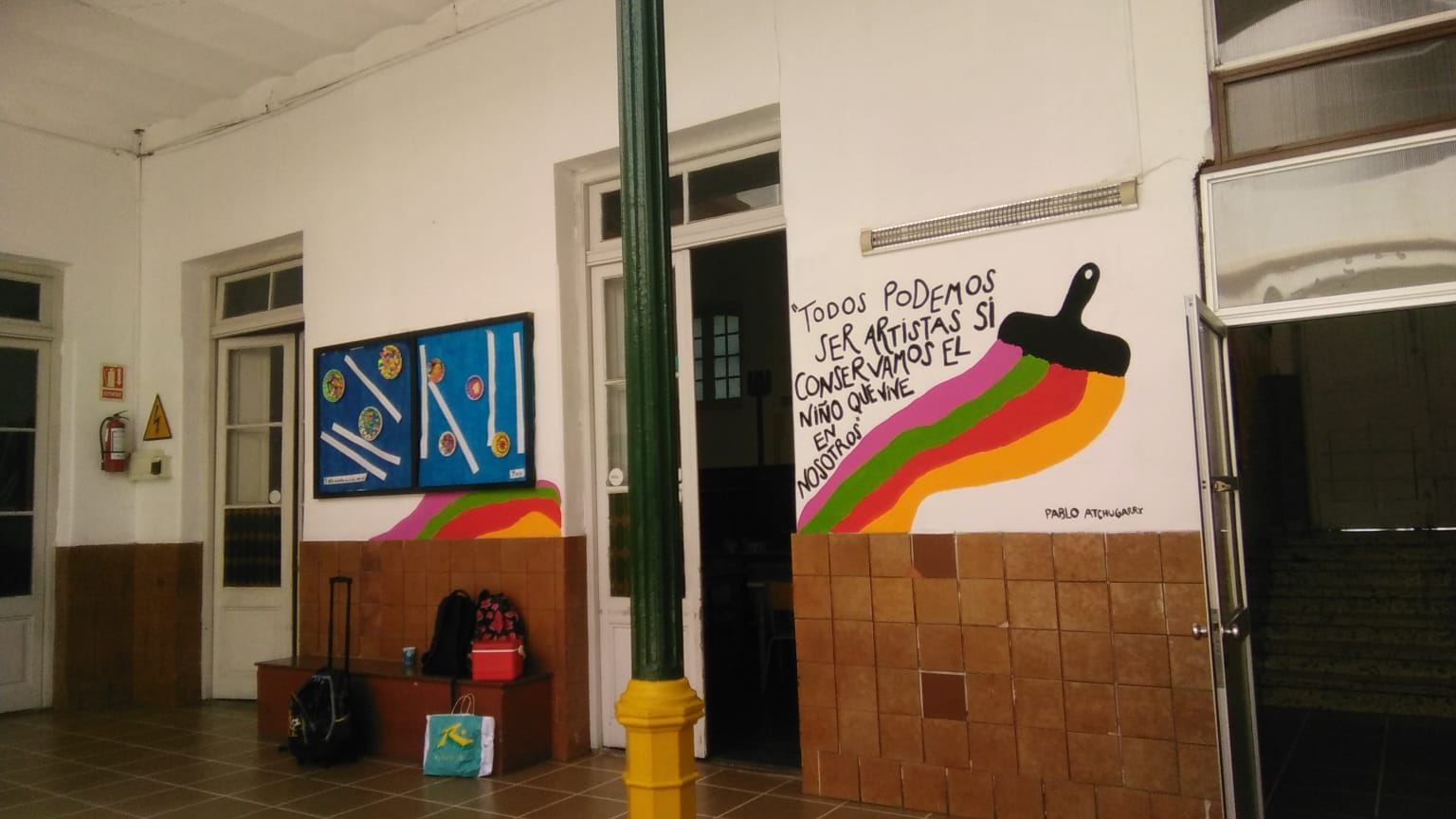
Patio de Primario en 2021.
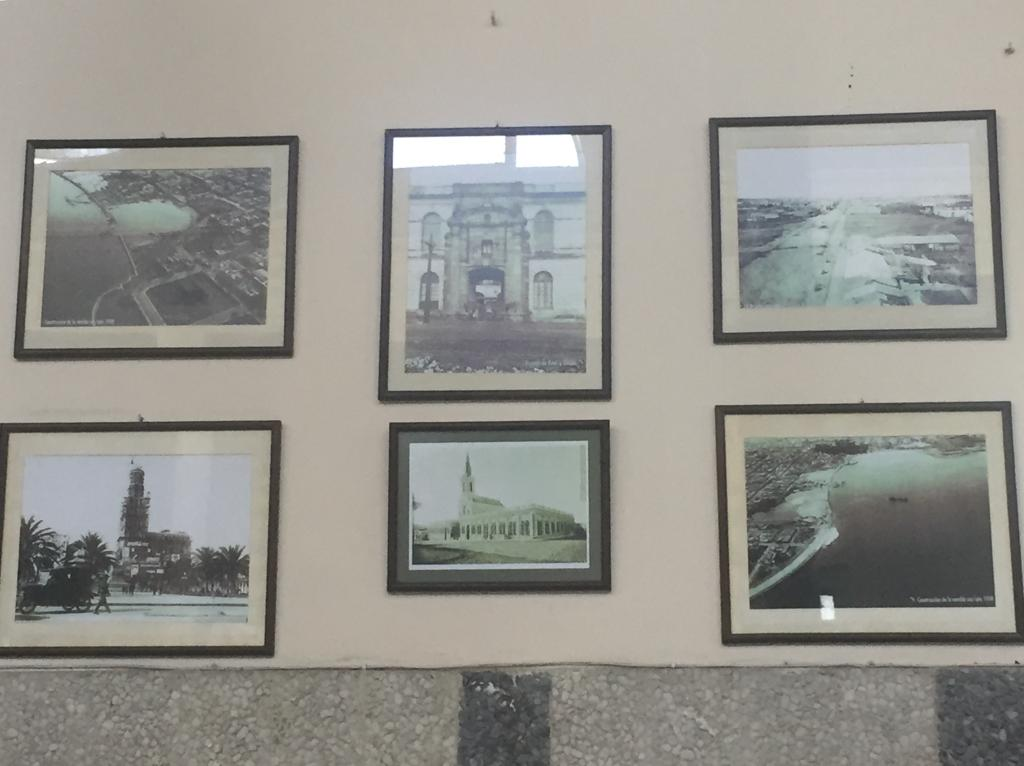
Imagenes antiguas ubicadas uno de los patios del Colegio Adoratrices en 2021.